# Орлы (Смоленская область)
Орлы́ — деревня в Смоленской области России, в Ельнинском районе. Население — 4 жителя (2007 год) .  Расположена в юго-восточной части области в 17 км к юго-западу от города Ельня, в 9 км западнее автодороги Р137 Сафоново — Рославль, в 12,5 км южнее автодороги Р96 Новоалександровский(А101)- Спас-Деменск — Ельня — Починок на берегах реки Недна. Входит в состав Малышевского сельского поселения.

## История
В годы Великой Отечественной войны деревня была местом ожесточённых боёв и дважды была оккупирована гитлеровскими войсками. 1-й раз в июле 1941 года (освобождена в ходе Ельнинской операции), 2-й раз в октябре 1941 года (освобождена в ходе Ельнинско-Дорогобужской операции в 1943 году). Была освобождена 68-й армией.